# 트레이 건
트레이 건(영어: Trey Gunn, 1960년 12월 13일 ~ )은 미국의 음악가로, 1994년부터 2003년까지 프로그레시브 록 밴드 킹 크림슨의 일원으로 활동한 것으로 가장 잘 알려져 있다. 그는 워 기타와 채프먼 스틱이라는 악기를 연주한다.

## 생애
건은 텍사스주 출신으로 현재는 뉴멕시코주에 거주하는 건은 7세에 클래식 피아노를 연주하기 시작했다. 그는 일렉트릭 베이스, 일렉트릭 및 어쿠스틱 기타, 키보드, 터치 기타 등도 연주해 왔다. 이후 그는 오리건주 유진으로 이주하여 펑크 밴드에서 활동하는 한편, 오리건 대학교에서 클래식 음악 작곡을 전공했다. 그 다음에는 뉴욕으로 이주하여 전문적인 음악 경력을 시작했다.
한동안 그는 로버트 프립이 창립한 기타 크래프트의 수강생이었으며, 로버트 프립 및 리그 오브 크래프티 기타리스트의 여러 음반에도 참여했다. 1988년부터 1991년까지 그는 토야 윌콕스, 로버트 프립, 폴 비비스와 함께 채프먼 스틱 연주자로서 영국과 유럽을 순회 공연했다.
1994년, 건은 킹 크림슨에 합류하였다. 그는 밴드에서 채프먼 스틱을 연주했으며, 이후에는 다양한 형태의 워 기타를 사용했다. 그는 토니 레빈과 함께 더블 트리오 편성의 일원이었다. 1997년, 킹 크림슨은 프로젝츠로 알려진 소규모 편성들로 분화되었으며, 건은 프립과 함께 모든 프로젝츠 공연 및 음반에 참여하였다. 1999년에는 아드리안 벨류, 프립, 건, 팻 마스텔로토로 구성된 4인조로 개편되었다. 그는 2003년 《The Power to Believe》 투어 이후 킹 크림슨을 떠났다. 밴드에서 활동한 10년 동안 그는 33장의 킹 크림슨 음반, 2장의 DVD, 수백 회의 공연에 참여했다.